# Pitagoraszi számhármasok
A pitagoraszi számhármasok az egész oldalhosszúságú derékszögű háromszögek oldalhosszaiból álló számhármasok. A Pitagorasz-tétel értelmében az {\displaystyle (x,y,z)} pozitív egészekből álló hármas pitagoraszi számhármas, ha megoldásai az {\displaystyle x^{2}+y^{2}=z^{2}} diofantoszi egyenletnek.

## Példák
A legkisebb számokból álló pitagoraszi számhármas a {\displaystyle (3,4,5)}, hiszen {\displaystyle 3^{2}+4^{2}=5^{2}}. Ebből azonnal kapható végtelen sok pitagoraszi számhármas, ugyanis bármely {\displaystyle d\in \mathbb {Z} ^{+}} esetén {\displaystyle (3d,4d,5d)} is az.

## Pitagoraszi számhármasok előállítása
Meg fogjuk mutatni, hogy az {\displaystyle x^{2}+y^{2}=z^{2}} diofantoszi egyenlet összes megoldása megkapható a következő alakban:
{\displaystyle x=2dst,\quad y=d(s^{2}-t^{2}),\quad z=d(s^{2}+t^{2})}
vagy ebből x és y felcserélésével, ahol d,s,t pozitív egész számok, s>t, s és t különböző paritásúak és relatív prímek.
Például, ha d=1, s=2, t=1, akkor a fenti példából ismert x=4, y=3, z=5 hármast kapjuk.

### Bizonyítás
Az ilyen alakú hármasok valóban mindig kielégítik az egyenletet:
A másik irányhoz tegyük fel, hogy az x, y, z számokra {\displaystyle x^{2}+y^{2}=z^{2}} teljesül. Leosztva a számok d legnagyobb közös osztójával, feltehetjük, hogy legnagyobb közös osztójuk 1. De ekkor x, y és z közül bármely kettő is relatív prím. Speciálisan nem lehet x és y egyszerre páros. De nem lehetnek egyszerre páratlanok sem, mert amúgy {\displaystyle x^{2}+y^{2}} 2 maradékot adna 4-gyel osztva, ezért nem lehet négyzetszám.
Tehát x és y közül pontosan az egyik páros, a másik páratlan, legyen mondjuk x páros és y páratlan. Az egyenlet szerint z is páratlan. Ekkor:
A jobb oldal mindkét tényezője páros: {\displaystyle z+y=2a}, {\displaystyle z-y=2b} (a,b pozitív egészek). Itt a és b relatív prímek, hiszen közös osztójuk osztaná {\displaystyle y=a-b,z=a+b}-t is. Mivel {\displaystyle x^{2}=4ab}, azaz ab négyzetszám, a és b maguk is négyzetszámok: {\displaystyle a=s^{2}}, {\displaystyle b=t^{2}} (s,t pozitív egészek és relatív prímek). Ezzel meg is van a kívánt előállítás: {\displaystyle x^{2}=4s^{2}t^{2}} miatt {\displaystyle x=2st}, {\displaystyle y=a-b=s^{2}-t^{2}}, {\displaystyle z=a+b=s^{2}+t^{2}}. Mivel y pozitív és páratlan, ezért s>t is teljesül, valamint s és t különböző paritású.